# St. Willibald (Büchenbach)

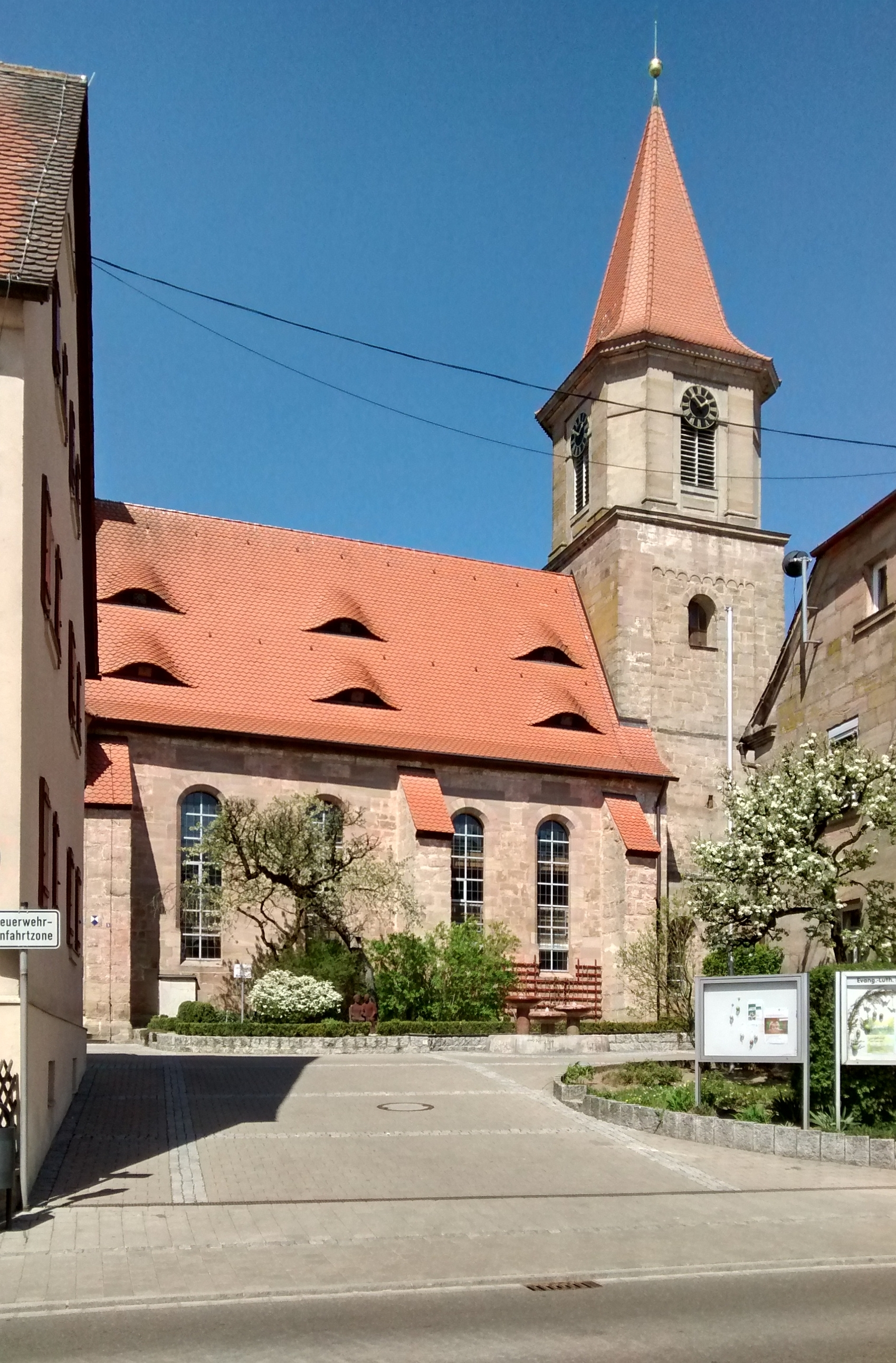
St. Willibald (Büchenbach)

Die evangelische Pfarrkirche St. Willibald ist ein denkmalgeschütztes Kirchengebäude in Büchenbach, einer Gemeinde im Landkreis Roth (Mittelfranken, Bayern). Das Bauwerk ist unter der Denkmalnummer D-5-76-117-2 als Baudenkmal in die Bayerische Denkmalliste eingetragen. Die Kirche gehört zur Pfarrei Büchenbach in der Region Süd des Evangelisch-Lutherischen Dekanats Schwabach im Kirchenkreis Nürnberg der Evangelisch-Lutherischen Kirche in Bayern. Namensgeber der Kirche ist Willibald von Eichstätt.

## Beschreibung
Die unteren Geschosse des Chorturms sind spätromanisch. Das von Strebepfeilern gestützte Langhaus aus Quadermauerwerk wurde 1608 gebaut. Das Satteldach hat nach Süden Fledermausgauben, da auf dem Dachboden früher Hopfen getrocknet wurde. Die Fassade im Westen hat in der Mitte eine Aufzugsanlage als Zugang zum Dachboden und seitlich zwei Treppentürme als Zugang zu den doppelstöckigen Emporen. Der Chorturm wurde im 18. Jahrhundert mit einem Geschoss mit abgeschrägten Ecken aufgestockt, das die Turmuhr und den Glockenstuhl mit vier von der Glockengießerei Bachert gegossenen Kirchenglocken beherbergt, und mit einem spitzen Helm bedeckt ist.
Eine Triumphkreuzgruppe über dem Altartisch bekrönt ein vergoldetes Relief mit dem Auge der Vorsehung. Die Orgel wurde 1908 von Johannes Strebel gebaut.